# Pobedim
Pobedim este o comună slovacă, aflată în districtul Nové Mesto nad Váhom din regiunea Trenčín. Localitatea se află la altitudinea de 167 m deasupra n.m., se întinde pe o suprafață de 8,61 km2 și în 2017 număra 1.158 de locuitori.

## Istoric
Localitatea Pobedim este atestată documentar din 1355.

## Demografie
| An:                | 1994 | 2004   | 2014   | 2024   |
| ------------------ | ---- | ------ | ------ | ------ |
| Număr de persoane: | 1231 | 1218   | 1177   | 1111   |
| Diferență:         |      | −1,05% | −3,36% | −5,60% |

| An:                | 2023 | 2024   |
| ------------------ | ---- | ------ |
| Număr de persoane: | 1128 | 1111   |
| Diferență:         |      | −1,50% |